# Волово (Двориковское сельское поселение)
Волово — село в Воловском районе Тульской области России.
В рамках административно-территориального устройства входит в Садовый сельский округ Воловского района, в рамках организации местного самоуправления включается в Двориковское сельское поселение.

## География
Расположено на восточной границе районного центра, посёлка городского типа Волово, в 77 км к юго-востоку от областного центра, г. Тулы. 

## Население
| 2002 | 2010 |
| ---- | ---- |
| 323  | ↘273 |